# Ruricius von Limoges
Ruricius von Limoges (* ca. 440, gest. 507/510) war von 485 bis zu seinem Tod Bischof von Limoges.
Ruricius stammte aus einer gallorömisch-senatorischen Familie; in einer späteren Quelle wird diese sogar zur Verwandtschaft des überaus vornehmen römischen Geschlechts der Anicier gezählt. Ruricius hatte einen Bruder namens Leontius und war seit etwa 468 mit einer Frau namens Hiberia verheiratet, die aus einer senatorischen Familie der Auvergne stammte. Er hatte mit ihr fünf Söhne und eine Tochter. Er verfügte über Grundbesitz in der Umgebung von Cahors.
Um das Jahr 477 trat er unter dem Einfluss seines Freundes Faustus von Riez dem geistlichen Stand bei und fungierte seit 485 als Bischof von Limoges. Er ließ dort die Kirche des heiligen Augustinus errichten. Am Konzil von Agde im Jahr 506 nahm er aufgrund einer Krankheit nicht teil. Sein Todesjahr ist nicht genau bekannt: In der Regel wird in der Forschung vom Jahr 507 ausgegangen, doch wird vereinzelt auch für die Zeit um 510 plädiert. Seine Familie sollte auch später noch eine recht bedeutende Rolle im gallorömischen Episkopat spielen; so wurde sein gleichnamiger Enkel später ebenfalls Bischof von Limoges. Ein anderer Enkel von ihm namens Parthenius fungierte als hoher Beamter im Merowingerreich.
Ruricius war gebildet und verfasste mehrere Briefe, die (in der Tradition der römischen Epistolographie stehend) in zwei Büchern gesammelt wurden und insgesamt 83 Stücke umfassen. Er stand unter anderem in Kontakt mit Sidonius Apollinaris sowie den Bischöfen Graecus von Marseille, Victorinus von Fréjus, Sedatus von Nimes, Euphrasius von Clermont-Ferrand und Caesarius von Arles. Die erhaltene Briefsammlung stellte eine nicht unwichtige Quelle für die spätantike Umbruchsphase in Gallien um 500 dar.

## Übersetzungen
- Ralph W. Mathisen (Hrsg.): Ruricius of Limoges and Friends. A Collection of Letters from Visigothic Gaul (Translated Texts for Historians). Liverpool University Press, Liverpool 1999.